# Dolores Medina Martinez Zepeda
Dolores Medina Martinez Zepeda (Città del Messico, 3 aprile 1860 – Città del Messico, 15 dicembre 1925) è stata una religiosa messicana, fondatrice della congregazione delle Figlie della passione di Gesù Cristo e di Maria Addolorata (in spagnolo Hijas de la Pasión de Jesucristo y de María Dolorosa) chiamate Figlie della Passione: è stata proclamata venerabile nel 1998.

## Il culto
Il 9 giugno 1987, in Città del Messico, è stato aperto il processo informativo per la beatificazione della serva di Dio, che si è concluso, il 4 maggio 1990.
Il 3 luglio 1998 papa Giovanni Paolo II ha decretato le sue "virtù eroiche" riconoscendole il titolo di venerabile.